# Tidal Wave (película)
Tidal Wave (en coreano: 해운대; romanización revisada: Haeundae) es una película de catástrofes surcoreana de 2009 dirigida por Yoon Je-kyoon y protagonizada por Sol Kyung-gu, Ha Ji-won, Park Joong-hoon y Uhm Jung-hwa. Anunciada como la primera cinta sobre desastres del país, se estrenó en cines el 22 de julio de aquel año y recibió más de 11 millones de entradas en proyecciones alrededor del país.

## Argumento
Ubicado en el extremo sureste de la península de Corea, el distrito Haeundae de Busan atrae a un millón de visitantes a sus playas cada año. La película sigue las historias de varios personajes que quedan atrapados en un terrible tsunami en el que deben tomar decisiones de vida o muerte.
Hace cinco años, Man-sik, una local de Haeundae, perdió al padre de Yeon-hee en el mar durante el terremoto del océano Índico de 2004. Debido a esto, no ha podido iniciar una relación con Yeon-hee, quien dirige un restaurante de mariscos sin licencia y quiere tener algo con ella.
Dong-choon y la abuela de Seung-hyun se involucran en una actividad ilegal para ganar dinero, pero terminan siendo atrapados por la policía. Man-sik finalmente planea proponerle matrimonio a Yeon-hee.
El geólogo Kim Hwi se encuentra con su esposa divorciada, Yoo-jin. Aunque Yoo-jin tiene una hija llamada Ji-min y un nuevo novio Hae-chan, deciden no decirle a su hija que Hwi es su verdadero padre porque les preocupa cómo podría reaccionar.
Una estudiante universitaria adinerada de Seúl, Hee-mi, cae accidentalmente al mar desde un yate. Hyeong-sik, el hermano menor de Man-sik, es un salvavidas que acude en ayuda a Hee-mi. Hee-mi se enoja por el rescate 'violento' y tras molestarlo al seguirle los dos comienzan a enamorarse.
Hwi nota que el Mar de Japón muestra una actividad similar a la del océano Índico de 2004. La Agencia de Prevención de Desastres le asegura ciegamente que Corea del Sur no corre ningún riesgo, pero se forma un gran megatsunami debido a un deslizamiento de tierra cerca de Japón que comienza a viajar hacia Haeundae. Hwi se da cuenta de que los ciudadanos de la ciudad solo tienen 10 minutos para escapar. Poco después, ocurre un breve terremoto (una pequeña réplica) en las costas de la ciudad. El mar comienza a retirarse de la orilla, provocando una histeria colectiva cuando la gente se da cuenta de que se avecina un tsunami. Miles de personas corren por sus vidas, pero la ola llega a Haeundae de todas formas. Dong-choon, Seung-hyun, su abuela y otras personas en el puente Gwangan son arrastrados por el mar. Después del desastre y con la ciudad parcialmente inundada, un poste de teléfono se derrumba, electrocutando a todos en el agua por una calle, pero Man-sik y Yeon-hee sobreviven. Dong-choon se despierta en el puente, pero cuando falla al encender un cigarrillo, tira el encendedor por frustración, cayendo en la gasolina que se escapa de un camión cisterna, provocando una explosión que corta el puente por la mitad y arroja los contenedores de envío hacia los edificios en la orilla.
Hyeong-sik salta de un helicóptero de rescate y salva a Hee-mi en el mar. Cuando Hyeong-sik y el resto del grupo están juntos en la cuerda, Hyeong-sik se da cuenta de que la cuerda está a punto de romperse y solo uno puede subir al helicóptero. Corta la cuerda a la que está conectado y cae al alterad mar. El ascensor en que iba Yoo-jin, tras haberse atascado por el terremoto, comienza a inundarse por el agua, y ella habla llorando con su hija Ji-min por teléfono, cuando está cerca de morir ahogada. Yoo-jin es salvada por un trabajador que abre el elevador. En el techo, se encuentra con Ji-min y Hwi. Los dos ayudan a su hija a subir a un helicóptero de rescate lleno de niños. Antes de que se vaya el helicóptero, Hwi le dice a su hija que él es realmente su padre. Yoo-jin y Hwi se abrazan mientras otro megatsunami se aproxima.
Tiempo después se realiza un funeral por los miles de personas que murieron. Entre los fallecidos está Hyeong-sik y el tío de Man-sik. Dong-choon descubre que su madre también murió y rompe a llorar. Mucha gente ayuda a reconstruir la ciudad. Man-sik, mientras limpia las ruinas del restaurante de Yeon-hee, encuentra la cinta roja que Yeon-hee dijo que era un 'sí' a su propuesta. La película termina con Haeundae en ruinas, pero bajo una atmósfera de esperanza.

## Reparto
- Sol Kyung-gu como Man-sik.
- Ha Ji-won como Yeon-hee.
- Park Joong-hoon como Kim-hwi.
- Uhm Jung-hwa como Yoo-jin.
- Yeo Ho-min como Joon-ha.
- Kim Yoo-bin como Jin-soo.
- Kim Jeong-woon como Hyeong-cheol.
- Lee Min-ki como Hyung-sik.
- Kang Ye-won como Hi-mi.
- Son Chae-bin como Eun-so.
- Lee Si-on como Gong-joo.
- Song jae-ho como Eok-jo.
- Byeong-Suk Seong como la madre de Dong-choon.
- Kim In-kwon como Dong-choon.
- Kim Yoo-jung como Ji-min.
- Chun Bo-geun como Seung-hyun.
- Seong Yoo-kyeong como You-kyung.
- Kim In-gyoo como el padre de You-kyung.
- Hwang In-joon como el padrastro de You-kyung.
- Tae In-ho.
- Song Jae-ho.
- Kim Ji-yeong como Geum-ryeon.

## Lanzamiento
Los derechos de distribución de Haeundae se vendieron a Hong Kong, Taiwán, India, Indonesia, Japón, Malasia, Filipinas, Singapur, Tailandia, Vietnam, República Checa, Eslovaquia, Rusia, Alemania, Hungría, Francia, Quebec, Brasil, Reino Unido, Australia y Turquía. Hasta el 20 de septiembre de 2009, la cinta había recibido un total de 11,301,649 entradas a los cines de Corea del Sur.
En los países de habla inglesa, la película se estrenó bajo el título de Tidal Wave. En el Reino Unido, el DVD fue lanzado el 12 de octubre de 2009 por Entertainment One.